# Church Island (Themse)
Church Island oder Church Eyot ist eine bewohnte Insel in der Themse in England oberhalb des Penton Hook Lock in Staines-upon-Thames, Spelthorne, Surrey. Die Insel liegt ungefähr 200 m flussaufwärts der Staines Bridge. Von einigen Historikern wird angenommen, dies sei der Ort gewesen, der als ein Themseübergang im Verlauf des Devil’s Highway zwischen Londinium (London) und Calleva (Silchester) bekannt ist.

## Geographie
Die Insel ist mit einer Fußgängerbrücke mit Staines verbunden. Sie liegt etwa 100 m flussabwärts der ältesten anglikanischen Kirche von Staines und ist von deren Kirchturm aus sichtbar.
Die Insel ist 100 m lang und dreieckig. Sie liegt nicht mehr als einen Meter über dem Flusslevel. Der schmale Kanal zwischen der Insel und dem nördlichen Ufer ist ein kleiner Mäander abseits des Hauptlaufes des Flusses.

## Geschichte
Römische Wegbeschreibungen verzeichnen einen Punkt als Ad Pontes(lateinisch: an den Brücken) im Verlauf des Devil’s Highway. Nachdem im 19. Jahrhundert archäologische Spuren auf eine Verbindung des Stadtzentrums von Staines mit dieser Insel entdeckt wurden, wurde von einem Historiker geurteilt, dass es zwei römische Brücken bei Staines gab. Die eine überquerte den Colne und die andere die Themse bei Church Island. Eine andere Theorie lautet jedoch, dass es bei Egham Hythe eine größere Insel als Church Island gab, die für die Brücke in Betracht kommt. Die Insel in der unmittelbaren Nähe der heutigen Staines Bridge bestand bis zum Anfang des 20. Jahrhunderts, ist danach aber nicht mehr erkennbar. Es gab verschiedene dieser Inseln im River Colne und anderen Wasserläufen in Staines im Mittelalter, die teilweise weggespült wurden und teilweise dem Festland eingegliedert wurden.